# 皮拉尔 (巴西)
皮拉尔（葡萄牙語：Pilar）是巴西阿拉戈斯州的一个市镇。总面积248.98平方公里，总人口30652人，人口密度123.1人/平方公里。